# Thipphaphone Yodthasak
Thipphaphone Yodthasak (laotisch ທິບພະພອນ ຍອດທະສັກ; * 16. Januar 2003) ist ein laotischer Fußballspieler.

## Karriere
Thipphaphone Yodthasak stand bis Ende 2022 beim Zweitligisten SEC United FC unter Vertrag. Im Januar 2023 wechselte er in die erste Liga. Hier schloss er sich in der Hauptstadt Vientiane dem Master 7 FC an. Am Ende der Saison 2023, in der er neun Erstligaspiele bestritt, feierte er mit dem Verein die Vizemeisterschaft.

## Erfolge
Master 7 FC
- Laotischer Vizemeister: 2023